# Elias Canetti
Elias Canetti (Russe, Bulgària, 1905 - Zúric, Suïssa, 1994) fou un escriptor i pensador austríac/jueu/britànic en llengua alemanya, guardonat amb el Premi Nobel de Literatura l'any 1981.

## Biografia

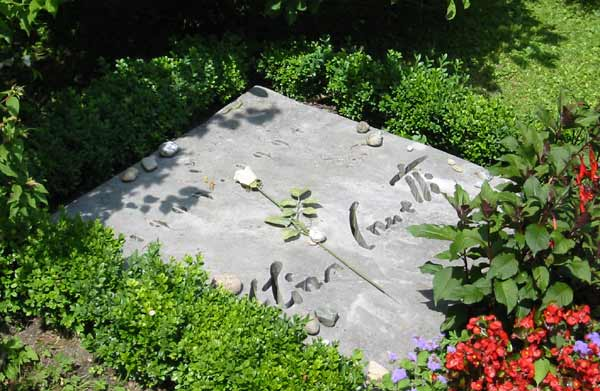
Tomba d'Elias Canetti a Zúric

Va néixer el 25 de juliol del 1905 a la ciutat de Rusçuk, població situada en aquells moments sota l'Imperi Otomà i que avui en dia forma part de Bulgària, amb el nom de Russe, fill d'una família comerciant jueva d'origen sefardita, amb orígens en el poble espanyol de Cañete (província de Conca).
Va viure en l'actual Bulgària fins que, el 1911, es va traslladar al Regne Unit, i s'establí a la ciutat de Manchester, on va prendre contacte amb les millors obres de la literatura universal. Des de nen, dominava el búlgar, l'alemany i el ladí. Mort el seu pare, a l'any següent la família va emigrar a Viena, on viu la Primera Guerra Mundial i s'enorgulleix amb els seus petits amics de ser "britànic abans que austríac". Una vegada instal·lat a Àustria, utilitzarà l'alemany com a llengua vehicular. Després de passar per Zuric i Alemanya, va retornar a Viena l'any 1924, com a estudiant de ciències químiques a la Universitat de Viena, on es llicencià el 1929. Tot i la seva llicenciatura en química, mai no exercí aquesta disciplina, i s'interessà per la literatura durant la seva estada a Suïssa.
El 1938, després de l'Anschluss, Canetti es trasllada a Londres, i obté la nacionalitat britànica l'any 1952. Incòmode amb la mentalitat i els costums anglesos, es va mostrar molt crític amb la intel·lectualitat del país, fent-ho evident en algunes de les seves obres, i va ser amant de la novel·lista britànica Iris Murdoch.
A partir dels 1970, va viure a Zúric fins a la seva mort, esdevinguda el 14 d'agost del 1994. El 1972, rebé el Premi Georg Büchner, la més important distinció literària en llengua alemanya, i el 1981 el Premi Nobel de Literatura per una escriptura marcada per una àmplia perspectiva, una abundància d'idees i energia artística.

## Obra seleccionada
- 1932: Die Hochzeit
- 1934: Komoedie der Eitelkeit
- 1935: Die Blendung
- 1956: Die Befristeten
- 1960: Masse und Macht
- 1965: Aufzeichnungen 1942-48
- 1968: Die Stimmen von Marrakesch
- 1969: Der andere Prozess
- 1972: Die Provinz des Menschen Aufzeichnungen
- 1974: Der Ohrenzeuge. Fuenfzig Charaktere
- 1975: Das Gewissen der Worte
- 1977: Die Gerettete Zunge
- 1980: Die Fackel im Ohr
- 1985: Das Augenspiel
- 1987: Das Geheimherz der Uhr: Aufzeichnungen
- 1992: Die Fliegenpein
- 1994: Nachträge aus Hampstead
- 2003: Party im Blitz; Die englischen Jahre, obra pòstuma
- 2005: Aufzeichnungen für Marie-Louise, obra pòstuma